# Morfološki katalog galaktika
Morfološki katalog galaktika (eng. Morphological Catalogue of Galaxies, MCG),  ruski: Морфологический каталог галактик, Morfologičeskij katalog galaktik) je ruski katalog 30.642 galaktika koji su sastavili Boris Aleksandrovič Voroncov-Vel'jaminov i V. P. Arhipova. Zasnovan je na otisku ploča Palomarskog atlasa neba, dovršeno do fotografske magnitude 15 i deklinacije od -45° do +90°.
Katalog je objavljen u 5 svezaka između 1962. i 1974., Uvrštavanje svih galaktika do magnitude 16 za posljedicu bi imalo veliki neupravljivi skup podataka.

## Vanjske poveznice
- O Morfološkom katalogu galaksija na VizieRu